# SolidDB
solidDB（ソリッドディービー）は、IBMのインメモリ型のRDBMS。またsolidDB Universal Cache（ソリッドディービー ユニバーサル キャッシュ）は、DB2、Informix、Oracle、Microsoft SQL Server、SybaseなどのRDBMSのキャッシュとして使用できる。 
solidDBはソリッド・インフォメーション・テクノロジー社の製品であったが、2007年のIBMによる買収により、IBM製品の1ファミリーとなった。
2014年にUnicom Global社はIBMからsolidDBを買収することを発表した。

## 概要
solidDBはインメモリ型のRDBMSであり、標準のSQLインターフェースと高可用性オプションを提供する。高可用性オプションは、複数のサーバー上で稼働するsolidDBが相互複製するクラスタリングにより、障害発生時は短時間で切替できる。
solidDBはインメモリデータベースとともに、従来のデータベースを含み、ともに同じSQLインタフェースを使用し、高可用性オプションを持っている。solidDBはアプリケーションに対し、DB2のようなインスタンスを提供し、開発者は通常データベースへ問い合わせやデータ書き込みを行うようなコマンドを記述することができる。この問い合わせや、データ書き込みは通常、遅延を伴うものである。soldDBはトランザクションウィンドウにおいてランダムアクセスメモリへのみデータの読み出しおよび書き込みを行うので、そのような処理の速度は十倍以上高速化される。
solidDB version 7は、POWER7アーキテクチャへのチューニングおよび最適化により、製品の性能がより向上した。Power7アプリケーションは1コアあたり、8テラバイトのメモリへのアクセスが可能で、グローバル空間では2ペタバイトのメモリにアクセスが可能である。これに加え、Power7上のアプリケーションはペタフロップスの速度で処理が可能となった。
歴史的には組み込み用のデータベースとして、通信機器、ネットワークソフトウェアなどで使われた。solidDBのユーザー企業には、アルカテル・ルーセント、シスコシステムズ、EMCコーポレーション、ヒューレット・パッカード、ノキア、シーメンスAGなどがある。
solidDBはスタンドアロンの高速・高可用性のRDBMSとして使用できる他、他の主要なRDBMSのキャッシュ（ストレージエンジン）としても使用できる。2006年にソリッド・インフォメーション・テクノロジー社は、solidDBをMySQLのストレージエンジンとした「solidDB for MySQL」を提供し、オラクルのInnoDBを使用したMySQLと比較しても高い性能を記録した。Solid for MySQLはオープンソースソフトウェアで、GPLのもとで使用できる。
2009年の「IBM solidDB Universal Cache V6.5」は、DB2、DB2 for z/OS、IDS、Oracle、Sybase、SQL Serverなどのキャッシュとして使用できる。

## 歴史
ソリッド・インフォメーション・テクノロジー社（以下、ソリッド社）は、1992年にフィンランドのヘルシンキで最初に株式非公開企業として設立された。出資者にはCapManやApax Partnersが含まれた。ソリッド・インフォメーション・テクノロジー社は本社をクパチーノ (カリフォルニア州)に置いていた。
2006年12月、ソリッド社は「solidDB for MySQL 5.0」を発表した。
2007年12月、IBMはソリッド社の買収と、その製品をIBMソフトウェア事業部に加え、その技術をIBMのDB2やIDSなどディスク格納型のRDBMSにも適用することを発表した。
2008年6月、IBMは買収後の初めての製品として以下を発表した。
- 「IBM solidDB V6.1」
- 「IBM solidDB Cache for DB2」（DB2のキャッシュとして稼働する）
- 「IBM solidDB Cache for IDS」（IDSのキャッシュとして稼働する）

2008年12月、IBMは以下を発表した。
- 「IBM solidDB V6.3」[8]
- 「IBM solidDB Universal Cache V6.3」（キャッシュ対象はDB2、DB2 for z/OS、IDS、Oracle）[9]

2009年11月、IBMは以下を発表した
- 「IBM solidDB V6.5」[10]
- 「IBM solidDB Universal Cache V6.5」（キャッシュ対象はDB2、DB2 for z/OS、IDS、Oracle、Sybase、SQL Server）[11]

2011年10月、IBM SolidDB V7.0が発表された。

## 参照
1. ↑  UNICOM® Global Acquires solidDB® from IBM® Corp.
2. ↑  IBM solidDB Divestiture
3. ↑  Monash, Curt. "IBM acquires SolidDB to compete with Oracle TimesTen" "DBMS2", 2007-12-21. Retrieved on June 12, 2008.
4. ↑  パブリック ベンチマークにおいて、solidDB for MySQL が驚異的なパフォーマンスを記録 - CNET Japan
5. ↑  MySQL に対してミッションクリティカル データベース機能追加の計画を発表 - ZDNet Japan
6. ↑  IBM to Acquire Solid Information Technology to Broaden Information on Demand Portfolio - IBM
7. ↑  IBM初のインメモリー・データベース管理ソフトウェア製品発表 - 日本IBM
8. ↑  IBM solidDB V6.3 の発表 - IBM
9. ↑  IBM solidDB Universal Cache V6.3 の発表 - IBM
10. ↑  IBM solidDB V6.5 の発表 - IBM
11. ↑  IBM solidDB Universal Cache V6.5 の発表 - IBM
12. ↑  IBM SolidDB V7.0 の発表 - IBM